# 영동 기호리 원모재
원모재는 충청북도 영동군 심천면에 있었던 재실이다. 1997년 7월 4일 영동군의 향토유적 제66호로 지정되었다가, 2018년 9월 3일 해제되었다.

## 개요
밀양박씨 후손인 문간공 박시용을 비롯한 판윤(判尹)과 함창(咸昌)의 三世와 교관(敎官) 및 연천(漣川)의 오위(五位)를 봉사(奉祀)하는 재실로 어류산 기슭 기호리(태소 마을)에 있다. "원조(遠祖)를 받들고 드높이고자 그 덕을 사모함이 사람의 본능이리라. 자손된 자가 멀게는 선세(先世)의 문학, 충효(忠孝)를 본받고, 가까이로는 몸으로 체험하면 어찌 선조를 사모함이 되지 않으리오" 1985년 갑자년 봄(甲子春)에 후손 참봉 찬하가 위의 상량문을 짓고 썼다.

## 해제 사유
재실 노후로 붕괴되어 유적 가치가 상실되었다.